# مستر أولمبيا 1975
بطولة مستر أولمبيا 1975 هي النسخة الحادية عشرة من بطولة مستر أولمبيا للمحترفين بكمال الأجسام، أقيمت نهائياتها في 11 نوفمبر 1975، بمدينة بريتوريا الجنوب أفريقية.

## نظرة عامة
فاز بالمنافسة هذا العام النمساوي أرنولد شوارزنيجر للوزن الثقيل وببطل الأبطال، وفرانكو كولومبو للوزن الخفيف.

## النتائج الكاملة

### الوزن الثقيل (فوق 200 رطل (90.7 كغم))
| المركز | الاسم            | الدولة           |
| ------ | ---------------- | ---------------- |
| 1      | أرنولد شوارزنيجر | النمسا           |
| 2      | سيرج نوبريه      | فرنسا            |
| 3      | لو فيريغنو       | الولايات المتحدة |

 = يحمل لقب مستر أولمبيا من سنوات سابقة.

### الوزن الخفيف (تحت 200 رطل (90.7 كغم))
| المركز | الاسم          | الدولة           |
| ------ | -------------- | ---------------- |
| 1      | فرانكو كولومبو | إيطاليا          |
| 2      | إد كورني       | الولايات المتحدة |
| 3      | ألبرت بيكليس   | إنجلترا          |
| 4      | فرانك زين      | الولايات المتحدة |
| 5      | جوسيب دايانا   | هولندا           |

### بطل الأبطال
| المركز | الاسم            | الدولة | الجائزة المالية |
| ------ | ---------------- | ------ | --------------- |
| 1      | أرنولد شوارزنيجر | النمسا | 2,500 $         |